# Acer CloudMobile S500
Acer CloudMobile為台灣IT公司宏碁開發的智慧型手機。出廠搭載 Android 4.0 作業系統，可升級Android 4.1.2 。該機型在2012年2月27日於巴塞隆納全球移動通訊大會發表，2012年第三季度起全球販售。也是Acer首部採用NFC、Android 4.0和MHL的手機，同時為Acer在2012年的旗艦機種。

## 產品規格
Acer CloudMobile為首批採用移動高畫質連接技術（MHL, Mobile High-Definition Link）的手機。MHL的標準功能是通過單電纜與低引腳數介面來實現輸出高達1080p高清晰度（Full HD）視頻和數字音頻，同時為設備充電。同時內置NFC芯片，搭配720P(HD)高畫質解析度熒幕。

## 衍生產品
- Acer CloudMobile在中國大陸預發售的機型為Acer A800，2013年發佈會前被Google緊急叫停。

## 外部連結
- 宏碁推出首支個人雲端手機Acer CloudMobile™ 榮獲2012德國iF產品設計獎
- Acer CloudMobile S500 開箱 MHL測試 （页面存档备份，存于）
- 網易-1.5GHz双核4.3吋高分屏 宏碁CloudMobile试玩 （页面存档备份，存于）
- Acer CloudMobile S500 Android 雲端手機 評測， AcerCloud 操作測試 （页面存档备份，存于）
- 宏碁首款雲端智慧型手機 Acer CloudMobile S500 （页面存档备份，存于）